# Thái Vũ (chính khách)
Thái Vũ (tiếng Trung: 蔡武; bính âm: Cài Wǔ; sinh tháng 10 năm 1949) là chính khách nước Cộng hòa Nhân dân Trung Hoa. Ông từng là Bộ trưởng Bộ Văn hóa Trung Quốc nhiệm kỳ 2008 đến 2014. Ông là giáo sư Học viện Quan hệ Quốc tế Đại học Nhân dân Trung Quốc, cố vấn cao cấp Ủy ban học thuật Học viện Quan hệ Quốc tế Đại học Bắc Kinh và có học vị tiến sĩ luật học.

## Tiểu sử

### Thân thế
Thái Vũ là người Hán sinh tháng 10 năm 1949 ở thành phố Lan Châu, tỉnh Cam Túc, quê quán Vũ Đô, Cam Túc. 

### Giáo dục
Tháng 9 năm 1978, sau khi khôi phục chế độ Cao Khảo cho đến tháng 7 năm 1982, Thái Vũ theo học khoa chính trị quốc tế tại Đại học Bắc Kinh. 

### Sự nghiệp
Tháng 11 năm 1968, dưới thời kỳ Cách mạng Văn hóa, sau khi tốt nghiệp trung học, Thái Vũ tham gia lao động đội sản xuất ở nông thôn huyện Cao Đài, Trương Dịch phía bắc tỉnh Cam Túc. Tháng 2 năm 1971, ông chuyển sang vùng lân cận làm công nhân mỏ than Sơn Đan thuộc huyện Sơn Đan, tỉnh Cam Túc và từng kiêm nhiệm thông tín viên nghiệp dư của nhật báo Cam Túc. Tháng 1 năm 1973, ông gia nhập Đảng Cộng sản Trung Quốc. Sau khi kết thúc cách mạng Văn hóa, tháng 10 năm 1976, Thái Vũ được điều về công tác ở Cục Nhiên hóa, Cục Than đá tỉnh Cam Túc đảm nhiệm cán sự ban chính trị. 
Tháng 7 năm 1982, sau khi tốt nghiệp ông ở lại trường Đại học Bắc Kinh giảng dạy khoa chính trị quốc tế. 
Tháng 7 năm 1983, Thái Vũ chuyển sang công tác tại Trung ương Đoàn Thanh niên Cộng sản Trung Quốc lần lượt đảm nhiệm chức vụ Trưởng Ban Liên lạc Quốc tế Trung ương Đoàn, Ủy viên Ủy ban Trung ương Đoàn Thanh niên Cộng sản Trung Quốc, Ủy viên Ủy ban Thường vụ Trung ương Đoàn kiêm Ủy viên Hội Liên hiệp Thanh niên toàn quốc Trung Quốc, Ủy viên Thường vụ Hội Liên hiệp Thanh niên toàn quốc, Phó Tổng Thư ký và là người phụ trách Hội Liên hiệp Thanh niên toàn quốc. 
Tháng 2 năm 1995, ông được luân chuyển làm Chủ nhiệm Phòng Nghiên cứu thuộc Ban Liên lạc Đối ngoại Trung ương Đảng Cộng sản Trung Quốc. Tháng 7 năm 1995, ông được bổ nhiệm giữ chức Chủ nhiệm Phòng Nghiên cứu kiêm Phó Tổng Thư ký Ban Liên lạc Đối ngoại Trung ương Đảng Cộng sản Trung Quốc. Tháng 6 năm 1997, ông được bổ nhiệm làm Phó Trưởng Ban Liên lạc Đối ngoại Trung ương Đảng Cộng sản Trung Quốc. 
Tháng 6 năm 2005, Thái Vũ được điều sang làm Phó Trưởng Ban Tuyên truyền Trung ương Đảng Cộng sản Trung Quốc kiêm Chủ nhiệm Văn phòng Tuyên truyền Đối ngoại Trung ương Đảng Cộng sản Trung Quốc, Chủ nhiệm Văn phòng Thông tin Quốc vụ viện. Ngày 21 tháng 10 năm 2007, tại phiên bế mạc của Đại hội Đảng Cộng sản Trung Quốc lần thứ 17, Thái Vũ được bầu làm Ủy viên Ban Chấp hành Trung ương Đảng Cộng sản Trung Quốc khóa XVII. Tháng 3 năm 2008, tại Hội nghị lần thứ nhất của Đại hội đại biểu Nhân dân toàn quốc (Quốc hội Trung Quốc) khóa XI nhiệm kỳ 2008 đến năm 2013, Thái Vũ được bầu làm Bộ trưởng Bộ Văn hoá Trung Quốc đồng thời kiêm nhiệm Phó Trưởng Ban Tuyên truyền Trung ương Đảng Cộng sản Trung Quốc. Ngày 14 tháng 11 năm 2012, tại phiên bế mạc của Đại hội Đảng Cộng sản Trung Quốc lần thứ 18, Thái Vũ được bầu làm Ủy viên Ban Chấp hành Trung ương Đảng Cộng sản Trung Quốc khóa XVIII. 
Ngày 28 tháng 12 năm 2014, Hội nghị lần thứ 12 của Ủy ban Thường vụ Đại hội Đại biểu Nhân dân Toàn quốc Cộng hòa Nhân dân Trung Hoa khóa XII biểu quyết thông qua quyết định miễn nhiệm chức vụ Bộ trưởng Bộ Văn hóa đối với ông ở tuổi 65. Ngày 28 tháng 2 năm 2015, tại phiên bế mạc Hội nghị lần thứ 9 của Ủy ban Thường vụ Ủy ban Toàn quốc Hội nghị Hiệp thương Chính trị Nhân dân Trung Quốc khóa XII nhiệm kỳ 2013 đến năm 2018, Hội nghị quyết định bầu bổ sung Thái Vũ làm Ủy viên Ủy ban Toàn quốc Chính Hiệp khóa XII, Phó Chủ nhiệm Ủy ban Ngoại sự.